# Mitracarpus stylosus
Mitracarpus stylosus är en måreväxtart som först beskrevs av Heinrich Friedrich Link, och fick sitt nu gällande namn av Dc.. Mitracarpus stylosus ingår i släktet Mitracarpus och familjen måreväxter. Inga underarter finns listade i Catalogue of Life.